# 스포츠 투나잇 (SBS)
《스포츠 투나잇》(SPORTS TONIGHT)은 SBS TV에서 매주 화요일 오전 12시 20분에 방송 중인 스포츠 정보 프로그램이다.

## 방송 시간
| 방송 채널 | 방송 기간                           | 방송 시간                                        |
| --------- | ----------------------------------- | ------------------------------------------------ |
| SBS TV    | 2019년 3월 25일 ~ 2019년 4월 29일   | 월요일 새벽 1시 ~ 2시 20분 (1시간 20분)          |
| SBS TV    | 2019년 5월 13일 ~ 2019년 6월 17일   | 월요일 새벽 1시 ~ 2시 10분 (1시간 10분)          |
| SBS TV    | 2019년 6월 24일                     | 월요일 새벽 1시 10분 ~ 2시 20분 (1시간 10분)     |
| SBS TV    | 2019년 7월 1일                      | 월요일 밤 12시 40분 ~ 새벽 1시 50분 (1시간 10분) |
| SBS TV    | 2019년 7월 8일 ~ 2019년 8월 5일     | 월요일 밤 12시 45분 ~ 새벽 1시 55분 (1시간 10분) |
| SBS TV    | 2019년 10월 14일 ~ 2019년 10월 21일 | 월요일 밤 12시 45분 ~ 새벽 1시 55분 (1시간 10분) |
| SBS TV    | 2019년 10월 28일                    | 월요일 새벽 1시 ~ 2시 10분 (1시간 10분)          |
| SBS TV    | 2019년 8월 12일 ~ 2019년 10월 7일   | 월요일 새벽 1시 10분 ~ 2시 30분 (1시간 20분)     |
| SBS TV    | 2019년 11월 4일 ~ 2019년 12월 23일  | 월요일 새벽 1시 ~ 2시 (1시간)                    |
| SBS TV    | 2020년 8월 3일 ~ 2020년 10월 19일   | 월요일 새벽 1시 ~ 2시 (1시간)                    |
| SBS TV    | 2021년 6월 7일 ~ 2021년 6월 28일    | 월요일 새벽 1시 ~ 2시 (1시간)                    |
| SBS TV    | 2022년 9월 19일                     | 월요일 새벽 1시 ~ 2시 (1시간)                    |
| SBS TV    | 2020년 1월 6일 ~ 2020년 3월 16일    | 월요일 밤 12시 50분 ~ 새벽 1시 50분 (1시간)      |
| SBS TV    | 2020년 5월 11일 ~ 2020년 6월 22일   | 월요일 밤 12시 50분 ~ 새벽 1시 50분 (1시간)      |
| SBS TV    | 2021년 2월 15일                     | 월요일 밤 12시 50분 ~ 새벽 1시 50분 (1시간)      |
| SBS TV    | 2020년 6월 29일 ~ 2020년 7월 20일   | 월요일 밤 12시 30분 ~ 새벽 1시 30분 (1시간)      |
| SBS TV    | 2021년 1월 11일 ~ 2021년 2월 8일    | 월요일 밤 12시 30분 ~ 새벽 1시 30분 (1시간)      |
| SBS TV    | 2021년 2월 22일 ~ 2021년 3월 15일   | 월요일 밤 12시 30분 ~ 새벽 1시 30분 (1시간)      |
| SBS TV    | 2021년 11월 8일 ~ 2021년 11월 29일  | 월요일 밤 12시 30분 ~ 새벽 1시 30분 (1시간)      |
| SBS TV    | 2020년 7월 27일                     | 월요일 새벽 1시 10분 ~ 2시 10분 (1시간)          |
| SBS TV    | 2020년 10월 26일 ~ 2021년 1월 4일   | 월요일 새벽 1시 5분 ~ 2시 5분 (1시간)            |
| SBS TV    | 2021년 3월 22일                     | 월요일 새벽 1시 5분 ~ 2시 5분 (1시간)            |
| SBS TV    | 2021년 3월 29일 ~ 2021년 5월 24일   | 월요일 밤 12시 10분 ~ 새벽 1시 10분 (1시간)      |
| SBS TV    | 2021년 5월 31일                     | 월요일 새벽 1시 25분 ~ 2시 25분 (1시간)          |
| SBS TV    | 2021년 9월 6일 ~ 2021년 10월 25일   | 월요일 새벽 1시 10분 ~ 2시 10분 (1시간)          |
| SBS TV    | 2021년 12월 6일 ~ 2022년 4월 4일    | 월요일 새벽 1시 10분 ~ 2시 10분 (1시간)          |
| SBS TV    | 2022년 5월 16일                     | 월요일 새벽 1시 10분 ~ 2시 10분 (1시간)          |
| SBS TV    | 2022년 5월 30일 ~ 2022년 6월 20일   | 월요일 새벽 1시 10분 ~ 2시 10분 (1시간)          |
| SBS TV    | 2022년 10월 3일 ~ 2023년 2월 13일   | 월요일 새벽 1시 10분 ~ 2시 10분 (1시간)          |
| SBS TV    | 2021년 11월 1일                     | 월요일 밤 12시 40분 ~ 새벽 1시 40분 (1시간)      |
| SBS TV    | 2022년 4월 11일 ~ 2022년 4월 25일   | 월요일 새벽 1시 40분 ~ 2시 40분 (1시간)          |
| SBS TV    | 2022년 5월 2일                      | 월요일 새벽 1시 30분 ~ 2시 30분 (1시간)          |
| SBS TV    | 2022년 8월 1일                      | 월요일 새벽 1시 30분 ~ 2시 30분 (1시간)          |
| SBS TV    | 2022년 5월 9일                      | 월요일 새벽 1시 20분 ~ 2시 20분 (1시간)          |
| SBS TV    | 2022년 5월 23일                     | 월요일 새벽 1시 20분 ~ 2시 20분 (1시간)          |
| SBS TV    | 2022년 7월 4일 ~ 2022년 7월 25일    | 월요일 새벽 1시 20분 ~ 2시 20분 (1시간)          |
| SBS TV    | 2022년 8월 8일 ~ 2022년 8월 29일    | 월요일 새벽 1시 20분 ~ 2시 20분 (1시간)          |
| SBS TV    | 2022년 9월 26일                     | 월요일 새벽 1시 20분 ~ 2시 20분 (1시간)          |
| SBS TV    | 2022년 6월 27일                     | 월요일 밤 12시 20분 ~ 새벽 1시 20분 (1시간)      |
| SBS TV    | 2023년 5월 22일 ~ 2024년 11월 4일   | 월요일 밤 12시 20분 ~ 새벽 1시 20분 (1시간)      |
| SBS TV    | 2025년 3월 24일 ~ 현재              | 월요일 밤 12시 20분 ~ 새벽 1시 20분 (1시간)      |
| SBS TV    | 2023년 2월 20일 ~ 2023년 3월 6일    | 월요일 밤 12시 30분 ~ 새벽 1시 30분 (1시간)      |
| SBS TV    | 2023년 3월 13일                     | 월요일 밤 12시 25분 ~ 새벽 1시 25분 (1시간)      |
| SBS TV    | 2023년 3월 20일                     | 월요일 밤 12시 55분 ~ 새벽 1시 55분 (1시간)      |

## MC
| 대수 | 진행자             | 진행 기간                                                            | 비고  |
| ---- | ------------------ | -------------------------------------------------------------------- | ----- |
| 1대  | 김민형 前 아나운서 | 2019년 3월 25일 ~ 2020년 3월 16일 2020년 5월 11일 ~ 2020년 10월 26일 |       |
| 2대  | 주시은 아나운서    | 2020년 11월 2일 ~ 2023년 7월 17일                                    | [ 1 ] |
| 3대  | 김다영 前 아나운서 | 2023년 7월 24일 ~ 2024년 11월 4일                                    |       |
| 4대  | 주시은 아나운서    | 2025년 3월 24일 ~ 2025년 7월 14일                                    | [ 2 ] |
| 5대  | 김가현 아나운서    | 2025년 7월 21일 ~ 현재                                               |       |

## 지역 방송국 프로그램
| 방송 채널 | 방송 권역                          | 프로그램                                            | 방송 시간                                   |
| --------- | ---------------------------------- | --------------------------------------------------- | ------------------------------------------- |
| G1 TV     | 강원특별자치도                     | 네모세모 (재방송)                                   | 매주 화요일 오전 12시 20분 ~ 오전 1시 20분  |
| KNN TV    | 부산광역시 경상남도                | 네모세모 (재방송)                                   | 매주 화요일 오전 12시 20분 ~ 오전 1시 20분  |
| ubc TV    | 울산광역시                         | 네모세모 (재방송)                                   | 매주 화요일 오전 12시 20분 ~ 오전 1시 20분  |
| JIBS TV   | 제주특별자치도                     | 네모세모 (재방송)                                   | 매주 화요일 오전 12시 20분 ~ 오전 1시 20분  |
| TJB TV    | 대전광역시 세종특별자치시 충청남도 | 화첩기행 스페셜                                     | 매주 화요일 오전 12시 20분 ~ 오전 1시 20분  |
| CJB TV    | 충청북도                           | 열린예술무대 뒤란                                   | 매주 화요일 오전 12시 20분 ~ 오전 1시 20분  |
| JTV TV    | 전북특별자치도                     | 열린예술무대 뒤란                                   | 매주 화요일 오전 12시 20분 ~ 오전 1시 20분  |
| kbc TV    | 광주광역시 전라남도                | 열린예술무대 뒤란                                   | 매주 월요일 오전 11시 50분 ~ 오전 12시 50분 |
| kbc TV    | 광주광역시 전라남도                | kbc·희망풍차 공동 나눔프로젝트 휴먼다큐 나눔 스페셜 | 매주 화요일 오전 12시 50분 ~ 오전 1시 50분  |
| TBC TV    | 대구광역시 경상북도                | 전국 TOP 10 가요쇼                                  | 매주 월요일 오후 11시 50분 ~ 오전 1시       |
| TBC TV    | 대구광역시 경상북도                | 화첩기행 (재방송)                                   | 매주 화요일 오전 1시 ~ 오전 2시             |

## 타이틀 변천사
- 현재 타이틀은 2025년 3월 24일부터 기준으로 한다.

| 기수 | 프로그램 타이틀 | 방송 기간                                                                                  |
| ---- | --------------- | ------------------------------------------------------------------------------------------ |
| 1기  | 스포츠 투나잇   | 2019년 3월 25일 ~ 2020년 3월 16일 2020년 5월 11일 ~ 2024년 11월 4일 2025년 3월 24일 ~ 현재 |

## 경쟁 프로그램
- 웰컴 투 스포츠 (MBC TV)